# Rutilio Benincasa

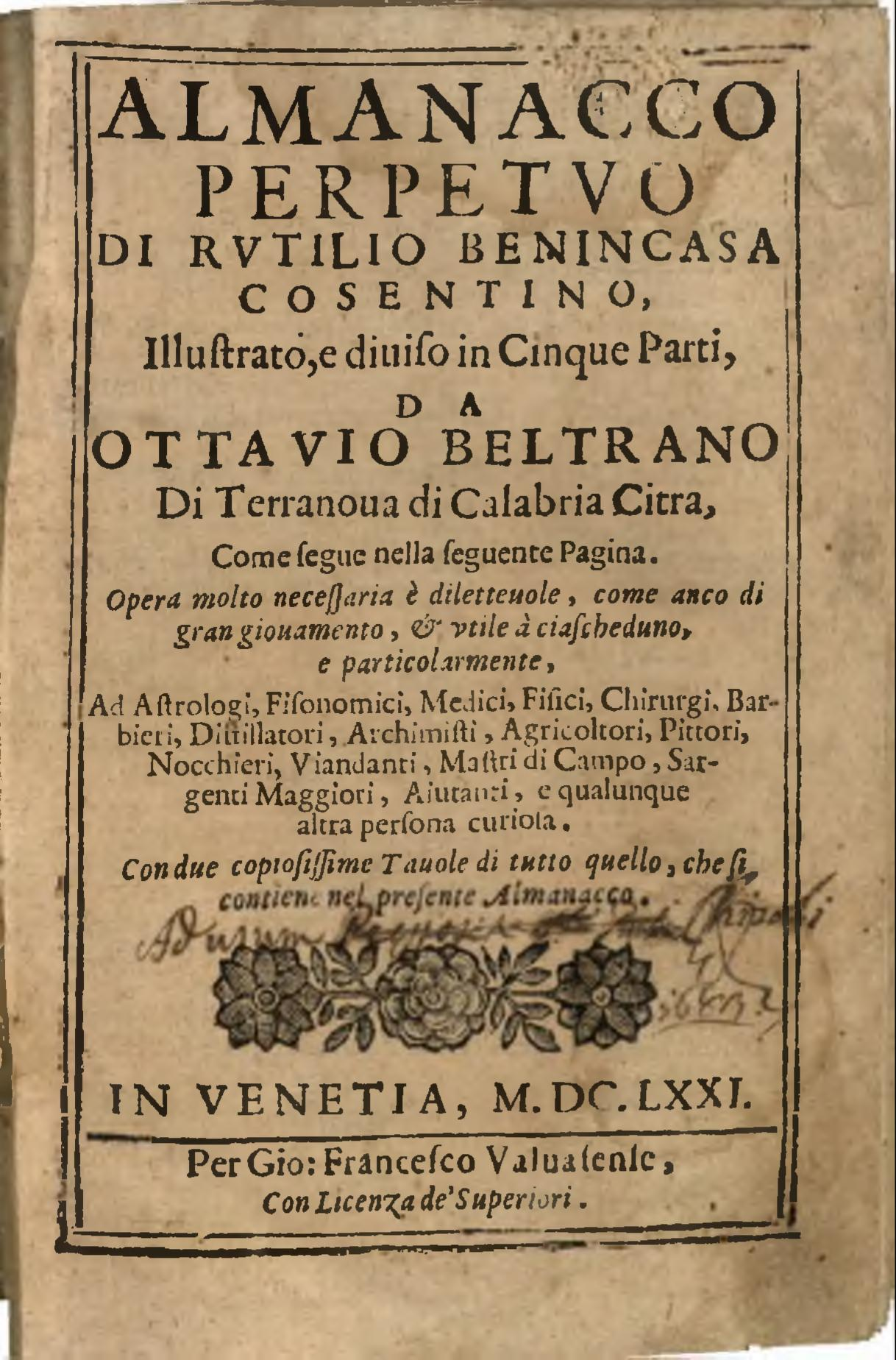

Rutilio Benincasa (Torzano, 1555 – 1626) was een Italiaans astroloog.
Zijn Almanacco Perpetuo ("Eeuwigdurende Almanak") uit 1587, waarin hij pretendeerde geheimen uit de zwarte magie te ontsluieren, behield zijn populariteit tot ver in de twintigste eeuw. In De tijgerkat van Giuseppe Tomasi di Lampedusa wordt hij omschreven als de Aristoteles van het boerenproletariaat.